# بلانش إم. مانينغ
بلانش إم. مانينغ (بالإنجليزية: Blanche M. Manning) هي قاضية ومحامية أمريكية، ولدت في 12 ديسمبر 1934 في شيكاغو في الولايات المتحدة.